# Monika Hilmerová
Monika Hilmerová (ur. 7 października 1974 w Bratysławie) – słowacka aktorka i wokalistka. Laureatka nagrody OTO 2012 w kategorii aktorka roku.
Pracuje również w dubbingu.

## Filmografia
| Rok  | Tytuł                                           |
| ---- | ----------------------------------------------- |
| 1984 | O sláve a tráve                                 |
| 2000 | Oběti a vrazi                                   |
| 2000 | Pramen života                                   |
| 2002 | Brucio nel vento                                |
| 2003 | 51 KHz                                          |
| 2003 | Bloodlines                                      |
| 2007 | Svatba na bitevním poli aneb Hodiny před slávou |
| 2007 | Rozhovor s nepriateľom                          |
| 2008 | Báthory                                         |
| 2009 | Suplent                                         |
| 2013 | Kandidát                                        |